# Bistum Montería
Das Bistum Montería (lat.: Dioecesis Monteriensis, span.: Diócesis de Montería) ist eine in Kolumbien gelegene römisch-katholische Diözese mit Sitz in Montería.

## Geschichte
Das Bistum Montería wurde am 20. November 1954 durch Papst Pius XII. aus Gebietsabtretungen des Erzbistums Cartagena und des Apostolischen Vikariates San Jorge errichtet. Es wurde dem Erzbistum Cartagena als Suffraganbistum unterstellt.

## Bischöfe von Montería
- Rubén Isaza Restrepo, 1956–1959, dann Bischof von Ibagué
- José de Jesús Pimiento Rodriguez, 1959–1964, dann Bischof von Garzón-Neiva
- Miguel Antonio Medina y Medina, 1964–1972
- Samuel Silverio Buitrago Trujillo CM, 1972–1976, dann Erzbischof von Popayán
- Carlos José Ruiseco Vieira, 1977–1983, dann Erzbischof von Cartagena
- Ramón Darío Molina Jaramillo OFM, 1984–2001, dann Bischof von Neiva
- Julio César Vidal Ortiz, 2001–2011, dann Bischof von Cúcuta
- Ramón Alberto Rolón Güepsa, 2012–2025, dann Bischof von Chiquinquirá
- Sedisvakanz, seit 2025